# 羅信佳
羅信佳（1426年—？），字邦彥，浙江寧波府慈谿縣人，明朝政治人物。進士出身。

## 生平
浙江鄉試第十九名。成化二年（1466年）丙戌科會試第二百二十八名，殿試登進士第二甲第七十七名。

## 家族
曾祖羅真卿。祖父羅禮達。父亲羅智能。